# Фуникулёр Стари-Смоковец — Гребиенок
Фуникулёр Стари-Смоковец — Гребиенок (словац. Pozemná lanová dráha Starý Smokovec–Hrebienok) — фуникулёр в словацкой части Высоких Татр, единственный действующий фуникулёр в Словакии. Его длина составляет 1937 м, он соединяет расположенный в долине посёлок Стари-Смоковец (1025 м, район города Високе-Татри), с горой и горнолыжным курортом Гребиенок (1272 м).
Фуникулёр был построен в 1908 году и трижды реконструировался (в 1950—1951 годах, в 1967—1970 годах и в 2007—2008 годах).

## Характеристики
| - Ширина колеи: 1000 мм - Длина: 1937 м - Перепад высот: 247 м - Средний уклон: 13,11 % - Максимальный уклон: 14,8 % | - Максимальная скорость: 10 м/с (7 м/с, на разъезде, до 2007 г.: 5 м/с) - Мощность привода (постоянная): 523 кВт - Трос: ø 34 мм (до 2007: ø 31,5 мм) - Пропускная способность: 1600 пассажиров в час (до 2007 г.: 900 пассажиров в час) - Время движения: 4,5 мин (до 2007 года: 7 мин) |

Источники:

## История
Первые планы строительства фуникулёра появились ещё до начала XX века, когда Словакия была частью Королевства Венгрия. Потребность в транспортном сообщении с горой Гребиенок сильно возросла после того как в 1883 году там открылся горный курорт. Спустя год от посёлка Стари-Смоковец к курорту была проложена дорога. После открытия Гранд-отеля в посёлке Стари-Смоковец в 1904 году туризм продолжал развиваться, что создавало необходимость улучшения транспортной доступности горы. Сначала попрадские предприниматели Кригер и Матейка предложили проект строительства зубчатой железной дорогой с шириной колеи 700 мм. Однако по экономическим причинам был выбран проект фуникулёра будапештской фирмы Phoebus. Его строительство началось в начале 1908 года. Из-за отсутствия больших земляных работ и мостов строительство шло быстро и завершилось ещё до конца года. Торжественное открытие фуникулёра состоялось 16 декабря 1908 года — за четыре дня до открытия ветки Татранской электрифицированной железной дороги Стари-Смоковец — Попрад. Запланированное продление линии фуникулёра к горе Славковский-Штит построено не было.
Маршрут имел длину 2036 м. Технологическое оборудование было произведено фирмой AEG, трос диаметром 18,5 мм — компанией Vogel & Noot. Долинная станция фуникулёра изначально должна была находиться прямо на вокзале Татранской электрифицированной железной дороги, но была перенесена, чтобы не пересекать улицу и застроенную территорию, где существовал риск повреждения троса проходящим мимо транспортом. Первоначально оба вагона, изготовленные будапештской фирмой Ganz, были деревянными, двигались с максимальной скоростью 2,5 м/с и вмещали 45 пассажиров, из них 15 на открытой площадке. Фуникулёр приводился в действие размещённым на горной станции электродвигателем (25,7 кВт), подключённым к линии постоянного тока (550 V). Вагоны освещались керосиновыми лампами.
После Первой мировой войны и создания Чехословакии фуникулёр был приобретён пражским банком Legiobanka. С 1950 года оператором фуникулёра стали Чехословацкие железные дороги.
На протяжении многих лет двигатели несколько раз менялись, так что максимальная скорость составляла уже 4,5 м/с. В 1951 году была проведена первая крупная реконструкция, старые вагоны были заменены на полностью крытые. В 1967 году к Чемпионату мира по лыжным видам спорта 1970 года началась ещё одна модернизация. Путь был сокращён, обе станции перестроены, установлен новый электрический двигатель мощностью 340 кВт с мотором-генератором, а также поставлены новые выгоны итальянской компании Ceretti & Tanfani с местами для 125 пассажиров. Одновременно максимальная скорость возросла до 5 м/с. Обновлённый фуникулёр был открыт 18 февраля 1970 года
После урагана в Словацкой части Высоких Татр 14 ноября 2004 года фуникулёр пришлось закрыть на несколько недель до расчистки путей от поваленных деревьев. Это стихийное бедствие также изменило внешний вид нижней части пути: там, где раньше был густой лес, теперь открылся вид на Подтатранску-Котлину на юге и на гору Славковский-Штит на западе.
В 2006 году фуникулёр был приобретён частной фирмой Tatranské lanové dráhy, которая уже с 2004 года арендовала линию у предыдущих владельцев ZSSK. В конце 2007 года использовавшаяся ранее в течение 37 лет вагоны были заменены на новые швейцарской компании Gangloff вместимостью 160 пассажиров. Максимальная скорость увеличилась в два раза — до 10 м/с. Новое оборудование было поставлено австрийско-швейцарской компанией Doppelmayr Garaventa, специализирующейся на канатных дорогах. Повторное открытие фуникулёра состоялось 22 декабря 2007 года.
Вопреки первоначальным планам, старые итальянские вагоны не были уничтожены. Они были доставлены в старое паровозное депо Попрада. Один вагон должен будет стать экспонатом будущего Тартанского музея транспорта, а второй будет использован в качестве донора запчастей.